# فرانک استووکر
 فرانک استووکر (انگلیسی: Frank Stoker؛ زاده ۲۹ مهٔ ۱۸۶۷ درگذشته ۸ ژانویهٔ ۱۹۳۹) یک تنیس‌باز اهل ایرلند بود.